# Brody Sutter
Brody Sutter (* 26. September 1991 in Viking, Alberta) ist ein ehemaliger kanadischer Eishockeyspieler, der unter anderem zwölf Partien für die Carolina Hurricanes in der National Hockey League (NHL) absolvierte. Zudem spielte er in der American Hockey League (AHL) und verschiedenen europäischen Ligen, darunter zwei Jahre lang für die Iserlohn Roosters in der Deutschen Eishockey Liga (DEL).

## Karriere

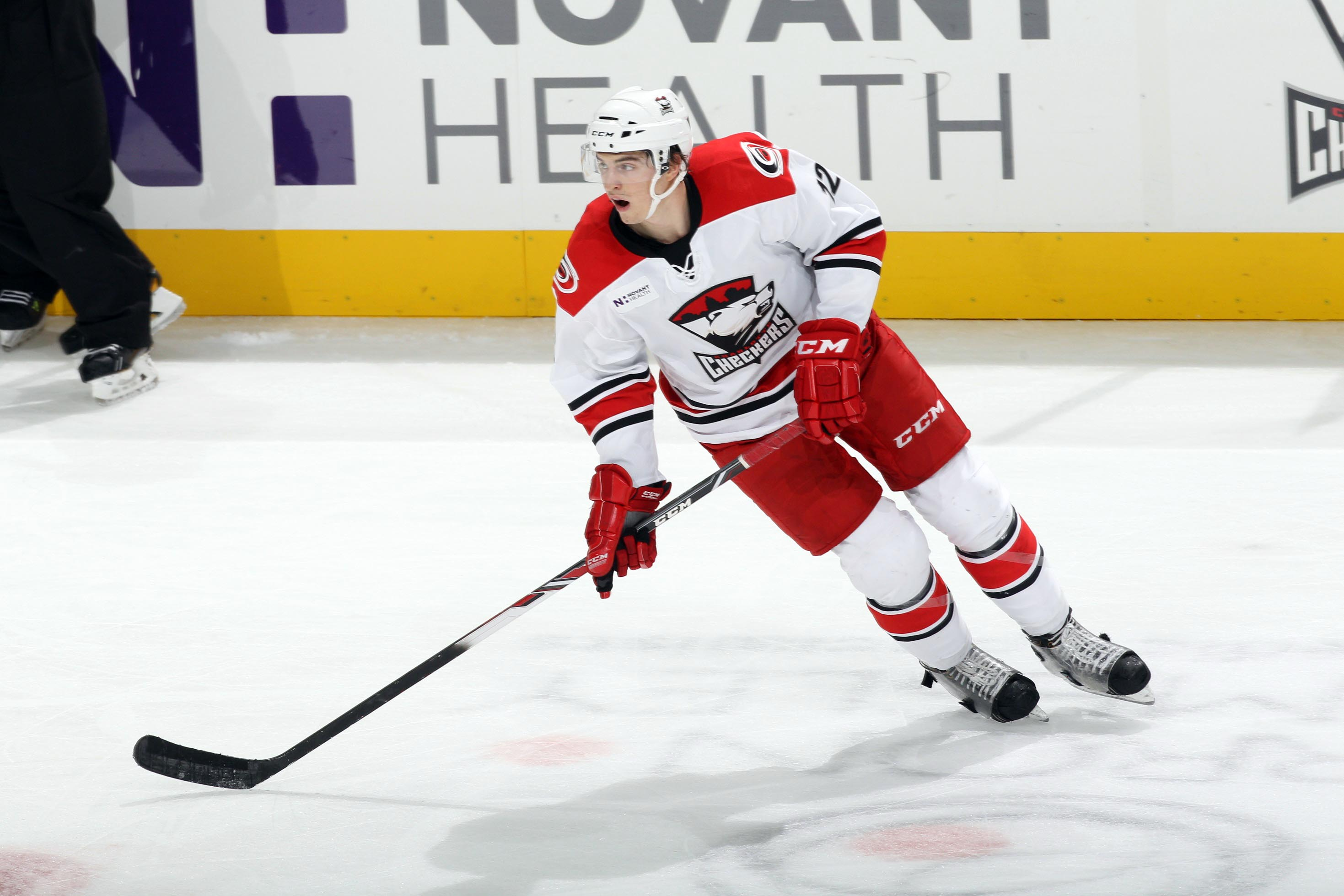
Sutter im Trikot der Charlotte Checkers (2013)

Nachdem sich Brody Sutter bei den Juniorenteams Saskatoon Blades und Lethbridge Hurricanes aus der Western Hockey League (WHL) Jahr für Jahr steigern konnte, wurde er beim NHL Entry Draft 2011 in der siebten Runde von den Carolina Hurricanes aus der National Hockey League (NHL) ausgewählt. Ein Jahr später erhielt er einen Einstiegsvertrag, wurde in seiner ersten Saison als Profispieler aber nur in den Farmteams der Hurricanes, den Charlotte Checkers aus der American Hockey League (AHL) und den Florida Everblades aus der ECHL eingesetzt. Er konnte sich schließlich in der AHL etablieren und wurde in der Saison 2014/15 erstmals in das NHL-Team der Hurricanes berufen. In der Spielzeit 2015/16 kamen acht weitere NHL-Einsätze dazu, in denen der Center aber wie auch in der Vorsaison punktlos blieb. 
Nachdem Sutters Vertrag in Carolina zuvor zweimal verlängert worden war, gaben ihn die Hurricanes kurz vor Beginn der Saison 2016/17 im Tausch mit Connor Brickley an die Florida Panthers ab. Der Kanadier konnte sich auch dort nicht in der NHL durchsetzen und wechselte nach einer Saison mit nur 19 Spielen für die Springfield Thunderbirds in der AHL innerhalb der Liga zu den Manitoba Moose. 
Im Sommer 2018 entschied sich Sutter für einen Wechsel nach Europa und schloss sich Vaasan Sport aus der finnischen Liiga an. Ein Jahr später wurde er von den Iserlohn Roosters aus der Deutschen Eishockey Liga (DEL) verpflichtet. Dort gehörte er in seinem ersten Jahr zu den erfolgreichsten Torschützen, sodass sein Vertrag bereits im Februar 2020 um eine weitere Saison verlängert wurde. Im März 2021 wurde sein Vertrag vorzeitig aufgelöst, damit der Kanadier unter den erschwerten Bedingungen im Zuge der COVID-19-Pandemie zur Geburt seines ersten Kindes in seine Heimat zurückkehren konnte. Nach einer weiteren Spielzeit bei den Vienna Capitals in der ICE Hockey League beendete Sutter seine Karriere und bietet seitdem Eishockeytraining für Nachwuchsspieler an.

## Karrierestatistik
(Legende zur Spielerstatistik: Sp oder GP = absolvierte Spiele; T oder G = erzielte Tore; V oder A = erzielte Assists; Pkt oder Pts = erzielte Scorerpunkte; SM oder PIM = erhaltene Strafminuten; +/− = Plus/Minus-Bilanz; PP = erzielte Überzahltore; SH = erzielte Unterzahltore; GW = erzielte Siegtore; 1 Play-downs/Relegation; Kursiv: Statistik nicht vollständig)

## Familie
Brody Sutter gehört zu einer der bekanntesten Familien des kanadischen Eishockeys. Sein Vater Duane Sutter absolvierte fast 900 Spiele für die New York Islanders und Chicago Blackhawks in der National Hockey League (NHL) und gewann mit den Islanders viermal in Folge den Stanley Cup. Auch seine Onkel Brian Sutter, Darryl Sutter, Brent Sutter, Rich Sutter und Ron Sutter spielten über viele Jahre in der NHL. Als Eishockeyprofis sind bzw. waren zudem seine Cousins Shaun Sutter, Brett Sutter, Brandon Sutter, Luke Sutter und Riley Sutter aktiv.